# Lolita Gil
María de los Dolores Gil Vera (Beniaján, Murcia, España, 22 de diciembre de 1924 - Murcia, España, 27 de agosto de 2017), conocida artísticamente como Lolita Gil, fue una cantante lírica con tesitura de soprano.  Desarrolló su carrera en la segunda mitad del siglo XX, alcanzando fama en todo el territorio nacional por sus interpretaciones del repertorio belcantista.

## Biografía
Estudió en el Real Conservatorio Superior de Música de Madrid, siendo alumna de Ignacio Tabuyo o Anita Martos entre otros, formándose posteriormente con Elvira de Hidalgo, maestra de Maria Callas. Tras una etapa de éxito en los escenarios, abandonó su carrera artística para volcarse de lleno en su vida familiar. Posteriormente conseguiría una plaza como profesora de canto del Conservatorio de Música de Murcia, donde finalmente se jubiló.